# Агой
Аго́й — село в Туапсинском районе Краснодарского края. Входит в состав муниципального образования «Небугское сельское поселение»

## География

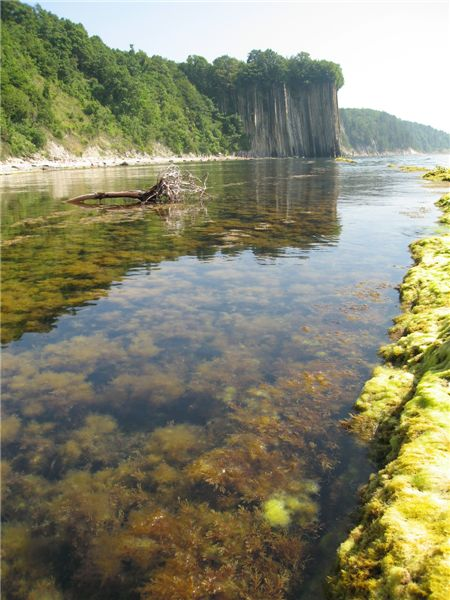
Скала Киселёва

Селение расположено у побережья Чёрного моря, в устье одноимённой реки Агой. Находится в 5 км к северо-западу от Туапсе и в 102 к югу от города Краснодар. Через населённый пункт проходит автотрасса «Туапсе — Новороссийск». На территории села, в долине реки расположен военный аэродром «Агой», непосредственно примыкающий к морю.
Граничит с землями населённых пунктов: Небуг на северо-западе, Агуй-Шапсуг на северо-востоке и Туапсе на юго-востоке.
Населённый пункт расположен у черноморского побережья, на южном склоне Главного Кавказского хребта. Рельеф местности в основном холмисто-гористый, с низменными участками в пойме реки. В приморской части и в устье реки Агой колебания высот незначительные. Средние высоты на территории села составляют 15 метров. Абсолютные значения достигают 250 метров. К юго-востоку от села расположен Агойский перевал, отделяющий Агой от города Туапсе. Горы покрыты густым лесом, в котором преобладают сосны, лиственница, каштан и т. д.
Между мысом Кадош и посёлком Агой, в 4 км к северо-западу от города Туапсе, находится скала Киселёва, с гладкими отвесными стенами высотой в 43 метра. У её подножья расположен маленький песчано-галечный пляж. Скала получила своё название в честь художника А. А. Киселёва. Она сложена флишевыми породами — мергелями, песчаниками, известняками, аргиллитами. На скалах укоренилась сосна пицундская. Вокруг насчитывается до 30 видов деревьев и кустарников, а также 7 видов лиан.
Гидрографическая сеть представлена рекой Агой. В пределах села в реку впадают его правые притоки — Щель Исламова, Щель Общественная и Щель Ковалёва, слева в Агой впадают реки — Чаплук Первый и Чаплук Второй. Пляж у села Агой состоит из хорошо обкатанной гальки и частично из песка. Пляжевая полоса имеет длину в 1 км и ширину в 20-30 метров. Дно моря у побережья ровное, без выступов и больших камней. Купальный сезон длится с конца мая до начала октября.
Климат в селе переходный от умеренного к субтропическому. Его в основном характеризуют воздушные массы дующие с акватории Чёрного моря. Среднегодовая температура воздуха составляет около +13,5°С, со средними температурами июля около +23°С, и средними температурами января около +4,5°С. Среднегодовое количество осадков составляет около 1200 мм в год. Основная часть осадков выпадает в зимний период.

## История
До окончания Кавказской войны, в долине реки Агой располагались слившиеся шапсугские селения (адыг. хьабл). После мухаджирства, долина реки Агой опустело на несколько десятилетий.
В 1915 году устье реки Агой вновь стали заселять, различные переселенцы. По ревизии на 1 января 1917 года, селение в урочище Агой числилось в составе Туапсинского округа Черноморской губернии.
С 26 апреля 1923 года село Агой стало числиться в составе Вельяминовской волости Туапсинского района Черноморского округа Кубано-Черноморской области.
21 мая 1935 года в связи с временной ликвидацией Туапсинского района, село Агой было передано в ведение города Туапсе.
16 апреля 1940 года селение возвращено в состав восстановленного Туапсинского района. Тогда же село было избрано административным центром новообразованного Агойского сельского Совета.
В октябре 1993 года Агойский сельский Совет преобразован в Агойский сельский округ.
В 2005 году Агойский сельский округ преобразован в муниципальное образование и переименован в Небугское сельское поселение, а административный центр перенесён в село Небуг.

## Население
| 1989 | 1999  | 2002  | 2010  | 2021  |
| ---- | ----- | ----- | ----- | ----- |
| 985  | ↗1774 | ↗2147 | ↗2662 | ↗3257 |

Национальный состав
По данным Всероссийской переписи населения 2010 года:
| Народ    | Численность, чел. | Доля от всего населения, % |
| -------- | ----------------- | -------------------------- |
| русские  | 2 239             | 84,1 %                     |
| украинцы | 91                | 3,4 %                      |
| адыги    | 63                | 2,4 %                      |
| армяне   | 62                | 2,3 %                      |
| другие   | 207               | 7,8 %                      |
| всего    | 2 662             | 100 %                      |

По данным Всероссийской переписи населения 2021 года:
| Народ             | Численность, чел. | Доля от всего населения, % |
| ----------------- | ----------------- | -------------------------- |
| Русские           | 2 909             | 89,31 %                    |
| Адыги (Черкесы)   | 98                | 3,01 %                     |
| Армяне            | 82                | 2,52 %                     |
| Украинцы          | 45                | 1,38 %                     |
| другие/не указано | 123               | 3,78 %                     |
| всего             | 3 257             | 100,0 %                    |

## Образование
- МБОУ Средняя общеобразовательная школа № 24 «имени Д. А. Старикова» — ул. Школьная, 1Б.
- Дошкольное образовательное учреждение — ул. Центральная, 14Г.
- Детская школа искусств — ул. Садовая, 4А.
- Филиал Ейского медицинского колледжа — ул. Школьная, 1Б.

## Инфраструктура
В Агое расположен  аэродром, где в период с мая по сентябрь проходят тренировки парашютистов. Аэродром (точнее вертолётодром) занимает значительную часть равнинной зоны посёлка Агой. 
Аэродром был построен в 1943 году на болотистой низменности, для защиты порта Туапсе от налётов фашистской авиации. В послевоенные годы использовался как аэропорт для полётов в Сочи и Краснодар (а так же для вертолётов скорой помощи). 
Аэродром использовался как аэропорт для пассажирских полётов до 1969 года, пока с него не угнали в Турцию самолёт АН-2. После этого аэропорт для пассажирских перевозок был закрыт и аэродром стал использоваться для подготовки парашютистов. 
В 1979 году на базе аэродрома была основана воинская часть, которая занималась подготовкой лётного состава ВВС, военных парашютистов и авиационных спасателей, которая существует до сих пор.    

## Религия
В Туапсинском благочинии ведётся работа по созиданию новых приходов и строительству храмов.
Одним из таких дел стала организация прихода в честь иконы Божией Матери «Знамение» в селе Агой

## Экономика
Основу экономики села составляет туристическая деятельность. Пляжный сезон в селе открыт с начала мая до середины октября. Из объектов развлекательной инфраструктуры в селе действует автокемпинг «Волна». Приморская часть села и низовье реки Агой в основном застроены гостиницами, пансионатами, санаториями и турбазами.

## Улицы
На территории села зарегистрировано 19 улиц и 4 переулка:
Кварталы/Микрорайоны
| Грушёвый Сад |
| Лагуна       |
| Веста        |

| Ореховая Роща |
| Радуга        |
| Рассвет       |

| Родник   |
| Яблонька |

Территории
| ГСК Автолюбитель |
| ГСК Горный       |
| ГСК Зорька       |
| ГСК Мираж        |
| ГСК Центр-Агой   |

| ГЛК Парус    |
| с/т Алмаз    |
| с/т Бриз     |
| с/т Волна    |
| с/т Дорожник |

| с/т Машиностроитель |
| с/т Ромашка         |
| с/т Тюменец         |
| с/т Черноморье      |